# Mike Bratz
Michael Louis "Mike" Bratz (Lompoc, California, 17 de octubre de 1955) es un exjugador y exentrenador de baloncesto estadounidense que disputó nueve temporadas en la NBA. Con 1,85 metros de estatura, jugaba en la posición de base. Fue el último jugador de los Chicago Bulls en llevar el dorsal 23 antes de Michael Jordan. En la actualidad ejerce como director de ojeadores de los Denver Nuggets.

## Trayectoria deportiva

### Universidad
Tras pasar un año en el Junior College de Allan Hancock, jugó durante tres temporadas con los Cardinal de la Universidad de Stanford, en las que promedió 12,3 puntos y 2,6 rebotes por partido. En su última temporada fue incluido en el mejor quinteto de la Pacific-8 Conference tras liderar a su equipo en anotación, asistencias y robos de balón.

### Profesional
Fue elegido en la sexagésimo sexta posición del Draft de la NBA de 1977 por Phoenix Suns, donde jugó tres temporadas como suplente de Don Buse, siendo la más destacada la 1979-80, en la que promedió 8,5 puntos y 2,7 asistencias por partido.
En 1980 fue incluido en el Draft de Expansión que se produjo por la llegada a la liga de los Dallas Mavericks, quienes lo eligieron, pero posteriormente traspasaron a los Cleveland Cavaliers a cambio de una futura primera ronda del draft del 84, que resultó ser Sam Perkins. en los Cavs jugó una temporada, en la cual fue el jugador que más triples anotó de toda la liga, 59, quedándose en la cuarta posición en cuanto a porcentaje, con un 33,7%.
Al año siguiente fue traspasado a cambio de una futura cuarta ronda a los San Antonio Spurs, donde en su única temporada promedió 7,7 puntos y 5,4 asistencias por partido. Tras quedarse sin equipo, no fue hasta avanzada la temporada 1982-83 cuando regresó a las pistas con un contrato por diez días con los Chicago Bulls, que fue renovado hasta el final de la misma.
En su condición de agente libre, al año siguiente negoció su pase a Golden State Warriors, recibiendo los Bulls como compensación una futura cuarta ronda del draft. Allí jugó dos temporadas como suplente de Sleepy Floyd, siendo la mejor la primera de ellas, en la que promedió 6,8 puntos y 3,1 asistencias por partido. Acabó su carrera profesional jugando una temporada con los Sacramento Kings.

### Entrenador
Tras retirarse, trabaja como ojeador para su último equipo, los Sacramento Kings, pasando en 1993 a ejercer como entrenador asistente de Garry St. Jean, donde permanece hasta 1998. En 1999 ficha como asistente de Gar Heard en los Washington Wizards, para derarrollas posteriormente la misma labor en los Cleveland Cavaliers. Actualmente es director de ojeadores de los Denver Nuggets.

## Estadísticas de su carrera en la NBA

### Temporada regular
| Temporada | Edad | Equipo                | Liga | P   | TIT | MIN  | TC  | TCA  | %TC  | 3P  | 3PA | %3P  | TL  | TLA | %TL  | R.OF. | R.DEF. | REB | ASIS | ROB | TAP | PER | FP  | PTS  |
| 1977-78   | 22   | Phoenix Suns          | NBA  | 80  |     | 11.7 | 2.0 | 4.9  | .403 |     |     |      | 0.7 | 0.9 | .824 | 0.5   | 0.9    | 1.4 | 1.5  | 0.5 | 0.1 | 1.1 | 1.3 | 4.7  |
| 1978-79   | 23   | Phoenix Suns          | NBA  | 77  |     | 16.8 | 3.1 | 6.9  | .454 |     |     |      | 1.8 | 2.2 | .818 | 0.7   | 1.1    | 1.8 | 2.3  | 0.8 | 0.1 | 1.8 | 2.0 | 8.1  |
| 1979-80   | 24   | Phoenix Suns          | NBA  | 82  |     | 19.4 | 3.3 | 8.4  | .392 | 0.3 | 1.0 | .244 | 1.7 | 2.0 | .870 | 0.6   | 1.4    | 2.0 | 2.7  | 1.1 | 0.1 | 1.6 | 2.0 | 8.5  |
| 1980-81   | 25   | Cleveland Cavaliers   | NBA  | 80  |     | 32.4 | 4.0 | 10.2 | .390 | 0.7 | 2.1 | .337 | 1.3 | 1.7 | .811 | 0.8   | 1.7    | 2.5 | 5.7  | 1.7 | 0.2 | 2.0 | 2.4 | 10.0 |
| 1981-82   | 26   | San Antonio Spurs     | NBA  | 81  | 3   | 20.0 | 2.8 | 7.0  | .407 | 0.6 | 1.7 | .333 | 1.5 | 1.9 | .783 | 0.5   | 1.6    | 2.0 | 5.4  | 0.8 | 0.1 | 1.7 | 2.3 | 7.7  |
| 1982-83   | 27   | Chicago Bulls         | NBA  | 15  | 0   | 9.3  | 0.9 | 2.8  | .333 | 0.1 | 0.5 | .125 | 0.7 | 0.9 | .769 | 0.2   | 1.1    | 1.3 | 1.5  | 0.5 | 0.0 | 0.9 | 1.3 | 2.6  |
| 1983-84   | 28   | Golden State Warriors | NBA  | 82  | 0   | 17.4 | 2.6 | 6.4  | .409 | 0.2 | 0.6 | .294 | 1.5 | 1.7 | .876 | 0.5   | 1.2    | 1.7 | 3.1  | 1.0 | 0.1 | 1.3 | 1.9 | 6.8  |
| 1984-85   | 29   | Golden State Warriors | NBA  | 56  | 6   | 13.3 | 1.9 | 4.5  | .424 | 0.1 | 0.5 | .231 | 1.2 | 1.5 | .841 | 0.2   | 0.8    | 1.0 | 2.2  | 0.8 | 0.1 | 1.0 | 1.4 | 5.1  |
| 1985-86   | 30   | Sacramento Kings      | NBA  | 33  | 0   | 8.2  | 0.8 | 2.1  | .371 | 0.1 | 0.4 | .286 | 0.4 | 0.5 | .778 | 0.1   | 0.6    | 0.7 | 1.2  | 0.4 | 0.0 | 0.5 | 1.3 | 2.1  |
| Total     |      |                       | NBA  | 586 | 9   | 18.1 | 2.7 | 6.6  | .407 | 0.3 | 1.1 | .305 | 1.3 | 1.6 | .830 | 0.5   | 1.2    | 1.8 | 3.2  | 0.9 | 0.1 | 1.5 | 1.9 | 7.0  |

### Playoffs
| Temp.   | Edad | Equipo            | Liga | P  | MIN | TCA | TC  | 3PA | 3P | TLA | TL | R.OF. | REB | ASIS | ROB | TAP | PER | FP | PTS | %TC  | %3P  | %FT   | MIN  | PTS  | REB | AST |
| 1977-78 | 22   | Phoenix Suns      | NBA  | 2  | 9   | 1   | 5   |     |    | 0   | 0  | 0     | 0   | 1    | 0   | 0   | 0   | 0  | 2   | .200 |      |       | 4.5  | 1.0  | 0.0 | 0.5 |
| 1978-79 | 23   | Phoenix Suns      | NBA  | 15 | 293 | 57  | 115 |     |    | 45  | 59 | 10    | 21  | 30   | 15  | 3   | 29  | 42 | 159 | .496 |      | .763  | 19.5 | 10.6 | 1.4 | 2.0 |
| 1979-80 | 24   | Phoenix Suns      | NBA  | 8  | 169 | 43  | 84  | 9   | 23 | 9   | 10 | 6     | 20  | 16   | 9   | 0   | 13  | 20 | 104 | .512 | .391 | .900  | 21.1 | 13.0 | 2.5 | 2.0 |
| 1981-82 | 26   | San Antonio Spurs | NBA  | 9  | 180 | 15  | 52  | 5   | 18 | 8   | 10 | 2     | 14  | 48   | 9   | 0   | 12  | 20 | 43  | .288 | .278 | .800  | 20.0 | 4.8  | 1.6 | 5.3 |
| 1985-86 | 30   | Sacramento Kings  | NBA  | 3  | 15  | 3   | 6   | 0   | 0  | 1   | 1  | 2     | 4   | 1    | 0   | 0   | 2   | 0  | 7   | .500 |      | 1.000 | 5.0  | 2.3  | 1.3 | 0.3 |
| Total   |      |                   | NBA  | 37 | 666 | 119 | 262 | 14  | 41 | 63  | 80 | 20    | 59  | 96   | 33  | 3   | 56  | 82 | 315 | .454 | .341 | .788  | 18.0 | 8.5  | 1.6 | 2.6 |